# Metallochlora albicinctaria
Metallochlora albicinctaria är en fjärilsart som beskrevs av Walker 1866. Metallochlora albicinctaria ingår i släktet Metallochlora och familjen mätare. Inga underarter finns listade i Catalogue of Life.